# 左心低形成症候群
左心低形成症候群（さしんていけいせいしょうこうくん、英: hypoplastic left heart syndrome; HLHS）とは、左心室や上行大動脈等の左心系が十分な大きさがない（低形成）がために、全身へ血液をうまく送り出すことができず、致命的になる先天性心疾患である。

## 概要
左心低形成症候群（HLHS）は、左房・左室の低形成および僧帽弁と大動脈弁の狭小ないし閉鎖、上行大動脈の低形成など体循環を構成している左心系の構造物の一連の低形成を有する疾患である。全出生10万例に5 - 25例の稀な疾患であるが、治療せず放置すれば死に至る。左心低形成症候群では唯一の機能的心室である右室から駆出された血液が動脈管を介して下行大動脈へと供給されると同時に、逆行性に上行大動脈へも供給されているという状態であり、動脈管が開いている胎児期は問題なく成長し、正常な新生児と同様にして生まれてくるものの、出生後に動脈管が閉鎖し始めると全身と冠動脈への血流が途絶えると同時に、肺で鬱血を生じ生存不可能になる。

## 症状・所見
出生時は正常であることが多い。生後数時間から1日で動脈管が閉鎖傾向を示すと、多呼吸、四肢冷感、乏尿、ショックなどの症状を呈するようになる。

## 治療
出生後は動脈管が閉じないように、プロスタグランジンE1（PDE1）を投与し大動脈の血流を確保することが必要である。HLHSの治療法としては、標準的にはノーウッド手術→両方向性グレン手術→フォンタン手術という3段階の手術による血行再建が試みられる。ただし、ノーウッド手術は大がかりな手術であり、生存率もよくないので、先行して姑息的に肺動脈絞扼術を行い、成長を待ってからノーウッド手術を行うという場合もある。

### ノーウッド手術
心房間の交通路の作成および大動脈の再建を行う手術。まず、心房中隔欠損がない場合は右房と左房をつなぐ穴を作成する。次に動脈管を切離する。続いて主肺動脈を切断しこれを弓部大動脈と吻合する。これにより主肺動脈であったものが大動脈への流出路として機能することになる。これ以外の大動脈への流出路再建方法としては上行大動脈と主肺動脈を離断したのち互いに吻合し二連銃型の流出路にする方法がある。この手法はDamus-Kaye-Stansel吻合（DKS吻合）と呼ばれる。
いずれの方法にしても主肺動脈が切断され左右肺動脈が孤立した状態になるので腕頭動脈（無名動脈）と右肺動脈をつなぐ体肺短絡（Blalock-Taussig変法）か、または右室を切開して右室と肺動脈をつなぐ右室‐肺動脈心外導管作成法を行って肺動脈への血流を確保する。

### 両方向性グレン手術
上大静脈からの還流血を心臓を介さずに直接肺動脈へ導くための手術。肺動脈を切離せずに肺動脈に縦切開を加えて端側吻合する。この際、前回の手術で作成した体肺短絡ないし肺動脈心外導管は遮断する。両方向性グレン手術は肺動脈圧が十分低い状態で行われなければならない。また、肺動脈への側副血行路があってはならないので、予めカテーテル治療による術前のコイリング等が行われる。

### フォンタン手術
下大静脈からの血流を人工血管を用いて肺動脈に導くもの。これにより、静脈血はすべて心臓を介さず直接肺動脈に流れ込むようになる。この手術はだいたい2歳ごろまで成長するのを待ってから行われる。